# Кеннеді (Нью-Йорк)
Кеннеді (англ. Kennedy) — переписна місцевість (CDP) в США, в окрузі Чотоква штату Нью-Йорк. Населення — 473 особи (2020).

## Географія
Кеннеді розташоване за координатами 42°9′32″ пн. ш. 79°5′54″ зх. д. / 42.15889° пн. ш. 79.09833° зх. д. (42.158895, -79.098270).  За даними Бюро перепису населення США в 2010 році переписна місцевість мала площу 5,27 км², уся площа — суходіл.

## Демографія
Згідно з переписом 2010 року, у переписній місцевості мешкало 465 осіб у 193 домогосподарствах у складі 126 родин. Густота населення становила 88 осіб/км².  Було 218 помешкань (41/км²).
Расовий склад населення:
| - 99,4 % — білих |

До двох чи більше рас належало 0,2 %. Частка іспаномовних становила 0,6 % від усіх жителів.
За віковим діапазоном населення розподілялося таким чином: 21,7 % — особи молодші 18 років, 63,5 % — особи у віці 18—64 років, 14,8 % — особи у віці 65 років та старші. Медіана віку мешканця становила 42,4 року. На 100 осіб жіночої статі у переписній місцевості припадало 97,0 чоловіків;  на 100 жінок у віці від 18 років та старших — 103,4 чоловіків також старших 18 років.
Середній дохід на одне домашнє господарство  становив 51 196 доларів США (медіана — 38 500), а середній дохід на одну сім'ю — 59 171 долар (медіана — 45 114). Медіана доходів становила 22 917 доларів для чоловіків та 22 188 доларів для жінок. За межею бідності перебувало 16,9 % осіб, у тому числі 10,8 % дітей у віці до 18 років та 15,3 % осіб у віці 65 років та старших.
Цивільне працевлаштоване населення становило 259 осіб. Основні галузі зайнятості: виробництво — 27,8 %, роздрібна торгівля — 25,5 %, освіта, охорона здоров'я та соціальна допомога — 17,0 %, мистецтво, розваги та відпочинок — 12,7 %.